# Xã Cedar Lake, Quận Scott, Minnesota
Xã Cedar Lake (tiếng Anh: Cedar Lake Township) là một xã thuộc quận Scott, tiểu bang Minnesota, Hoa Kỳ. Năm 2010, dân số của xã này là 2.779 người.